# All Fall Down
 All Fall Down  (All Fall Down) és una pel·lícula estatunidenca de John Frankenheimer estrenada el 1962, amb Warren Beatty, Angela Lansbury, Eva Marie Saint i Karl Malden.

## Argument
La història segueix la rica família Willart. Berry-Berry Willart és idolatrat per germà més jove, Clinton, malgrat l'hedonistic estil de vida i les maneres irresponsables de Berry. Els seus pares, Ralph i Annabel Willart, agafen una jove Echo O'Brien a casa seva, i Berry és atret per ella. Però deixa Echo quan queda embarassada, conduint la noia al suïcidi i destruint la imatge de Clinton del seu germà.

## Repartiment
- Eva Marie Saint: Echo O'Brien
- Warren Beatty: Berry-Berry Willart
- Karl Malden: Ralph Willart
- Angela Lansbury: Annabell Willart
- Brandon De Wilde: Clinton Willart
- Constance Ford: Mrs. Mandel
- Barbara Baxley: la institutriu
- Evans Evans: Hedy
- Albert Paulsen: Capità Ramirez